# 江見絹子
江見 絹子（えみ きぬこ、1923年〈大正12年〉6月7日 - 2015年〈平成27年〉1月13日）は、日本の画家。本名は荻野絹子。夫はフランス系アメリカ人の船乗り、長女は芥川賞受賞作家で慶應義塾大学名誉教授の荻野アンナ。

## 来歴
兵庫県明石市二見町生まれ。兵庫県立加古川高等女学校（現兵庫県立加古川西高等学校）卒業。女学校では絵画クラブに所属しており、油絵は男のすることと見なされた時代において、大反対する父を説き伏せ、卒業後に油絵の道へ進んだ。後に二紀会会員となる洋画家の伊川寛の個人教授を受けた後、戦後は神戸市立洋画研究所で学んだ。
神戸市立太田中学校の図画教師を経て、1949年（昭和24年）、第4回行動展（行動美術協会の公募展）に初入選、翌1950年（昭和25年）、第5回展で奨励賞を受賞、1952年（昭和27年）、第7回展で最高賞である行動美術賞を受賞、1953年（昭和28年）に行動美術協会で初の女性会員となった。
同1953年からはアメリカやヨーロッパへ渡り、日本国外での個展の開催や絵画の研究を行った。1954年、南ヨーロッパ旅行でラスコー洞窟とアルタミラ洞窟の壁画を見た影響で、対象を簡略化した形体で捉える半抽象へと、作風が大きく変化した。1975年（昭和50年）以降は火、水、風、土の四大元素をモチーフとした抽象画を展開した。
私生活ではアメリカ人と結婚し、1951年（昭和26年）より神奈川県横浜市山手へ転居した。後の長女の荻野アンナの弁によれば、新婚当時は絵がそれほど売れず、非常に貧乏だったにも拘わらず、売るための絵は一切描かず、本当に自身が描きたい絵のみを描いていたという。画家として名を成した後、1961年（昭和36年）に神奈川県女流美術家協会の設立の発起人となり、長年にわたって代表を務め、美術の普及や後進の指導に尽力した。1964年（昭和39年）からは横浜市民を対象とした指導研究会や、公募展「女流展」を開催した。1991年（平成3年）に第40回横浜文化賞、1997年（平成9年）に第46回神奈川文化賞を受賞した。2004年（平成16年）に神奈川県立近代美術館、2010年（平成22年）に姫路市立美術館で江見絹子展が開催された。
2015年（平成27年）1月13日、心不全で死亡した。